# Frederik af Schaumburg-Lippe
Prins Frederik til Schaumburg-Lippe (tysk: Prinz Friedrich zu Schaumburg-Lippe) (30. januar 1868 – 12. december 1945) var en tysk prins, som var overhoved for en sidelinje til fyrstehuset Schaumburg-Lippe, der boede på slottet Náchod i Bøhmen. Han var gift med den danske Prinsesse Louise og dermed svigersøn til Kong Frederik 8. af Danmark.

## Fødsel og familie
Han blev født den 30. januar 1868 på slottet Ratiboritz i Bøhmen som søn af Prins Wilhelm af Schaumburg-Lippe og Prinsesse Bathildis af Anhalt-Dessau. Han tilhørte en sidelinje til fyrstehuset Schaumburg-Lippe, der boede på slottet Náchod i Bøhmen.

## Første ægteskab
Den 5. maj 1896 blev han gift på Amalienborg i København med prinsesse Louise af Danmark, datter af Frederik 8. af Danmark og Louise af Sverige-Norge.
Parret fik tre børn:
- prinsesse Marie Luise Dagmar Bathildis Charlotte af Schaumburg-Lippe (10. februar 1897 – 1. oktober 1938). Hun blev gift med prins Friedrich Sigismund af Preussen.
- prins Christian Nikolaus Wilhelm Friedrich Albert Ernst af Schaumburg-Lippe (20. februar 1898 – 13. juli 1974), gift med sin kusine, prinsesse Feodora af Denmark (datter af prins Harald).
- prinsesse Stephanie Alexandra Hermine Thyra Xenia Bathildis Ingeborg af Schaumburg-Lippe (19. december 1899 – 2. maj 1925), gift med prins Viktor Adolf af Bentheim og Steinfurt.

Prinsesse Louise døde på slottet Ratiboritz i Bøhmen den 4. april 1906.

## Andet ægteskab
Prins Frederik giftede sig igen den 26. maj 1909 i Dessau med Prinsesse Antoinette af Anhalt, datter af Arveprins Leopold af Anhalt og Prinsesse Elisabeth af Hessen-Kassel.
Parret fik to sønner:
- prins Leopold Friedrich Alexander Wilhelm Eduard af Schaumburg-Lippe (21. februar 1910 - 25. januar 2006)
- prins Wilhelm Friedrich Karl Adolf Leopold Hilderich af Schaumburg-Lippe (24. august 1912 - 4. marts 1938)

Prins Friedrich døde i Kudowa i Schlesien i 1945.